# Alides
Alides és el nom donat als descendents d'Alí ibn Abi-Tàlib. Alí va tenir 18 fills i 17 filles, de diverses esposes. Els seus fills tradicionalment enumerats són:
- De Fàtima az-Zahrà
  - Al-Hàssan ibn Alí
  - Al-Hussayn ibn Alí ibn Abi-Tàlib
  - Al-Múhsin ibn Alí
- De Khawla
  - Muhàmmad ibn al-Hanafiyya
- D'Umm-al-Banín
  - Abbàs ibn Alí «el Vell»
  - Abd-Al·lah ibn Alí
  - Uthman ibn Alí «el Vell»
  - Jàfar ibn Alí «el Vell»
- D'As-Sabha Umm-Habib
  - Úmar ibn Alí
- De Layla bint Massud
  - Abu-Bakr ibn Alí
  - Abd-ar-Rahman ibn Alí
  - Ubayd-Al·lah ibn Alí
- D'Asma bint Umays
  - Yahya ibn Alí
  - Awn ibn Alí
  - Muhàmmad ibn Alí «el Jove»
- D'altres dones
  - Jàfar ibn Alí «el Jove»
  - Abbàs ibn Alí «el Jove»
  - Úmar ibn Alí «el Jove»
  - Uthman ibn Alí «el Jove»
  - Akhu-Múhsin

De tots aquests fills cinc van deixar descendència: al-Hàssan, al-Hussayn, Muhàmmad ibn al-Hanafiyya, Úmar i Abbàs.
Els alides reclamaven més enllà del respecte, el poder polític. Al-Hàssan va originar els zaidites de Tabaristan, els hassànides d'Amol, els imams del Iemen, els xerifs del Sus, els xerifs del Marroc (sadites, filalís, alauites), els idríssides del Marroc, els hammudites de Màlaga, els sulaymànides del Magrib, els Banu Katada de la Meca, els Banu Fulayta, els Salih de Ghana, els xerifs sulaymànides, els sulaymànides del Iemen i de la Meca, els Banu Ukhayr,
Al-Hussayn va originar els imams ocults, els califes fatimites, els imams d'Alamut i els Banu Muhanna.
D'origen alida incert són els Banu Mussa de Medina.

## Història
El 740 un alida, Zayd ibn Alí ibn Hussayn va intentar per primer cop establir un estat alida a Karbala, però a la seva mort i del seu fill Yahya ibn Zayd, l'empenta es va aturar (744) i els abbàssides van aprofitar per ocupar el poder. A l'ascens abbàssida van respondre amb la revolta dels germans hasànides Muhammad ibn Abd-Al·lah a Medina i Ibrahim ibn Abd-Al·lah a Bàssora, revoltes reprimides pel califa al-Mansur (754-775) que va seguir una política repressiva contra els alides. al-Mahdí (775-785) va aturar la repressió però no va aconseguir el suport alida i el seu successor Al-Hadi (785-786) va tornar a la mà dura. Això va provocar la revolta de Hussayn ibn Alí (conegut com a Sahib Fakhkh) el 786 que fou reprimida. Idrís al-Àkbar, germà de Muhàmmad ibn Abd-Al·lah va emigrar al Marroc on va aconseguir fundar la primera dinastia alida, els idríssides.
Harun ar-Raixid va aturar la repressió però no va poder impedir la revolta de Yahya ibn Abd-Al·lah (792/793) i la repressió va tornar a l'orde del dia. Musa al-Kazim, un husseinita, va morir a la presó. En aquest temps alguns alides descendents de Zayd ibn Ali es van refugiar a Daylam on el 864 van aconseguir establir una dinastia local que fou la primera d'una sèrie.
El califa Al-Mamun (813-833) feu front a la revolta alida a Mesopotàmia d'Abu-s-Saraya aix-Xaybaní (814), aliat del hasànida Muhàmmad ibn Ibrahim conegut com a Ibn Tabataba i de Muhàmmad al-Dibaj a la Meca (815/816). Quan el califa va escollir com a hereu l'alida Ali al-Rida (816) les relacions entre el califat i els alides van millorar, però quan Ali al-Rida va morir es va produir una revolta alida al Iemen dirigida per Abd-ar-Rahim ibn Àhmad (822/823). Les relacions van seguir tenses i es van agreujar sota Al-Mutawàkkil (847-861). Al-Múntasir (861-862) va tornar a intentar l'entesa amb els alides. En aquest temps les rebel·lions alides van portar a la creació de dinasties alides a la mar Càspia (zaidites a Daylam i Tabaristan des de 864, idríssides al Marroc, alides del Iemen) encara que la majoria foren reprimides.
Inicialment la successió corresponia a imams hassànides, però aviat foren els husseinites els que van tenir més influència. Quan va morir el sisè imam husseinita Jàfar as-Sàdiq el 765, la successió la van disputar els dos fills Ismaïl ibn Jàfar i Mussa al-Kadhim. Els seguidors del primer van esdevenir els ismaïlites que van originar els fatimites. La línia de Musa (amb Alí ar-Ridà) va continuar fins al dotzè imam, anomenat Muhàmmad al-Mahdí (873/874).